# Pi'erre Bourne
Jordan Timothy Jenks (Fort Riley, Kansas, 19 de septiembre de 1993), más conocido por su nombre artístico Pi'erre Bourne es un productor, rapero, compositor e ingeniero de audio estadounidense. 
Es conocido por haber producido los sencillos "Magnolia" de Playboi Carti, certificado triple Disco de Platino por la RIAA, y "Gummo" de 6ix9ine, que llegó al puesto 12 en el Billboard Hot 100 siendo certificado doble Disco de Platino por la RIAA. Tras el lanzamiento en 2017 del primer mixtape del rapero estadounidense Playboi Carti, Playboi Carti, su etiqueta de productor "Yo Pi'erre, you wanna come out here?" (sample de un episodio de The Jamie Foxx Show) se convirtió en un fenómeno viral que le permitió destacar como productor musical. Pi'erre ha colaborado con artistas como Lil Uzi Vert, Kanye West, Playboi Carti o Young Nudy, entre otros.

## Biografía
A los 18 años, el tío de Pi'erre le inspiró para empezar una carrera musical, fue entonces cuando decidió trasladarse a Atlanta para estudiar un grado de ingeniería de sonido en el Instituto SAE. Allí conoció a DJ Burn One en una competición de productores musicales, quien tras detectar el gran potencial de Jenks, le motivó para empezar a crear sus propias instrumentales. Tras graduarse, fue contratado por Burn One para trabajar como ingeniero de audio a tiempo completo. En 2015, comenzó a trabajar para Epic Records como ingeniero, pero tras sentirse agobiado por la exagerada cantidad de trabajo a la que era sometido, abandonó la compañía al año siguiente para centrarse en su carrera musical.
Pi'erre empezó su carrera como productor haciendo instrumentales en Souncloud para Young Nudy y Trippie Redd en 2016. Comenzó a trabajar con Playboi Carti en 2017, colaborando en el tema "Woke Up Like This" y produciendo la mayoría de las canciones en su mixtape debut. La canción "Magnolia", dentro del disco de dicho cantante, llegó al número 29 en la lista estadounidense Billboard Hot 100. Esto supuso un antes y después en la carrera de Pi'erre, quien empezó a colaborar con artistas como 21 Savage, Rich the Kid, Lil Yachty, Pusha T, Nav, Young Thug y Lil Uzi Vert.
En 2016 lanzó su propia serie de álbumes en las que aparte de producir los temas también los interpretaba, llamada The Life Of Pi'erre. Ese mismo año lanzó las tres primeras ediciones del mixtape y en 2019 lanzó la cuarta edición y su álbum debut The Life of Pi'erre 4. En junio de 2020 liberó la versión deluxe de The Life of Pierre 4 en la que aparecen 15 nuevos temas.
Entre otras de sus obras, Pi'erre ha producido musicalmente el sencillo "Watch" de Travis Scott, Kanye West y Lil Uzi Vert, el álbum Die Lit del rapero Playboi Carti y también ha participado produciendo algunas de las canciones de los álbumes Ye y Jesus Is King de Kanye West.
El 8 de mayo de 2019, Pi'erre y el rapero Young Nudy lanzaron un álbum colaborativo llamado Sli'merre, que contaba con la aparición de otros artistas como DaBaby o Megan Thee Stallion, siendo todas las canciones del mixtape producidas por Pi'erre. Durante ese mismo año, uno de los proyectos que estaban destinados a formar parte de Sli'merre, titulado "Pissy Pamper" (primeramente titulado "Kid Cudi"), y que contaba de nuevo con la colaboración de Playboi Carti, obtuvo gran popularidad en Spotify debido a la filtración por parte de un seguidor, a pesar de que la canción nunca fue lanzada oficialmente por los artistas para su comercialización.
El 28 de marzo de 2020 alcanzó el puesto número 1 en la lista de productores musicales de Billboard Hot 100 gracias a su trabajo como productor en el álbum Lil Uzi Vert vs the World 2 del rapero estadounidense Lil Uzi Vert, habiendo colaborado en 4 canciones de dicho disco: "Bean (Kobe)", "Yessirskiii", "Wassup" y "Money Spread".

## Arte

### Estilo musical
Pi'erre recoge influencias de artistas como Wiz Khalifa, Young Jeezy, Kanye West, Timbaland, J Dilla, Gucci Mane y Pharrell Williams. Al igual que West, y a pesar de ser conocido como productor musical, Pi'erre ha manifestado sus intenciones de seguir su propia carrera como rapero. Alcanzó notoriedad en el panorama musical gracias a los beats producidos para artistas como Playboi Carti y Travis Scott, y sus producciones han sido descritas como "un torrente de fuerza e innovación" para la industria del hip-hop. Sheldon Pearce, de Pitchfork, ha definido su trabajo como "raro y maravilloso, diseñado para envolver el oído de nuevas formas, con la constante de que los beats que hace son piezas de exhibición", y continúa diciendo "su firma sonora "Yo Pi'erre, you wanna come out here?" hace que sus canciones suenen tan sugerentes como una fiesta callejera. [...] Las producciones de Bourne son fluctuantes y elásticas. Pueden sonar como música de un RPG reconvertida al trap o a atracciones de un carnaval". Vice ha descrito a Pi'erre como "uno de los productores más alabados del rap".

## Discografía
Álbumes de estudio
The Life of Pi'erre 4 (2019)
The Life of Pi'erre 4 (Deluxe) (2020)
The Life of Pi'erre 5 (2021)
Álbumes de colaboración
Sli'merre (con Young Nudy) (2019)
The Wolf of Peachtree (con Jelly) (2020)
Chavo's World (con Chavo) (2020)
Frazier Trill (con Frazier Trill) (2021)
Mixtapes
The Life of Pi'erre (2016)
The Life of Pi'erre 2 (2016)
The Life of Pi'erre 3 (2016)